# Ritratto di Armand Jean Le Bouthillier de Rancé
Ritratto di Armand Jean Le Bouthillier de Rancé è un dipinto realizzato tra il 1696 ed il 1697 dal pittore francese Hyacinthe Rigaud che rappresenta l'abate Armand Jean Le Bouthillier de Rancé, fondatore dei trappisti. Gran parte della storia di questo dipinto ci è pervenuta grazie alle Mémories redatte dal duca Louis de Rouvroy de Saint-Simon.

## Genesi dell'opera
Il quadro, all'apparenza uno dei tanti ritratti eseguiti da Hyacinthe Rigaud nella sua lunga carriera, ha in realtà una storia particolarissima, non solo per il personaggio raffigurato, ma anche per le condizioni in cui il dipinto è stato realizzato. La storia ci è narrata dal duca di Saint-Simon nelle sue Mémories.
L'abate Armand Jean Le Bouthillier de Rancé, fondatore dell'ordine dei trappisti e personaggio influente della sua epoca nella chiesa francese, si era sempre rifiutato di farsi eseguire un qualsivoglia ritratto, fatto confermato anche dal d'Argenville, biografo ufficiale di Rigaud:
.
Il duca utilizzò quindi uno stratagemma curioso per ottenere un'effigie del sacerdote che consisteva nel portarsi frequentemente a far visita al padre in compagnia del pittore, travestito da straniero, di modo che l'artista potesse memorizzarne i lineamenti e li potesse mettere sulla tela poche ore dopo. Saint-Simon riporta nelle sue memorie che questa messa in scena fosse assolutamente fantastica, ma che alla fine Rigaud apparisse molto stanco e che avesse richiesto molte visite per perfezionare il realismo del suo ritratto. Lo stesso Saint-Simon riporta come in questa operazione Rigaud si impegnasse a fondo e particolarmente dal momento che, essendo balbuziente, egli evitava di entrare in conversazione ma si limitava ad annuire, concentrandosi completamente sui tratti dell'uomo. Il resto della composizione, come confermato da Saint-Simon, venne realizzando successivamente, sfruttando un modello in posa.
Ovviamente, la copia originale pagata dal duca non è quella che venne lasciata successivamente all'Abbazia di La Trappe, ma è ad oggi l'unica presente e che rappresenti il volto del Bouthillier de Rancé.

## Le copie
Data la fama del personaggio, dell'autore del dipinto e della curiosa vicenda che vide la genesi dell'opera, il dipinto fu particolarmente richiesto. La copia oggi presente all'abbazia di cui Armand Jean Le Bouthillier de Rancé fu abate, venne realizzata nel 1700, dopo la sua morte. Essa, ad oggi l'unica sopravvissuta della mano medesima di Rigaud, era derivata dall'originale dipinto dal medesimo autore per il duca di Saint-Simon. Dopo gli esemplari di Rigaud, il dipinto venne riprodotto in un gran numero di copie da altri artisti, tra cui le più famose sono:
- Ritratto a mezzobusto, tela ovale, 46x46 cm, Soligny-la-Trappe, abbazia di La Trappe
- Ritratto in ovale, 21x18 cm, Chantilly, musée Condé.
- Ritratto a mezzobusto, 40x32 cm, Versailles, reggia di Versailles
- Ritratto, Châtenay-Malabry, maison de Chateaubriand.
- Ritratto, Carpentras, museo Comtadin-Duplessis. Proveniente dall'ospedale di Carpentras. Offerto da Saint-Simon a papa Clemente XII che lo donò successivamente a monsieur d'Inguimbert alla sua partenza da Roma per Carpentras.
- Ritratto, abbazia d'Aiguebelle.
- Ritratto a mezzobusto, 55.5x43.5 cm, Saint-Nicolas-lès-Cîteaux, abbazia di Notre-Dame de Cîteaux. Copia del XIX secolo.
- Ritratto a mezzobusto, castello di Cheverny.
- Ritratto, collezione Rogier, stampatori a Blois; collezione Balaresque, Bordeaux.
- Ritratto, 126x105 cm, Saint-Germain-de-Clairefeuille, castello di Mesnil (presso la Trappe).
- Ritratto ridotto, 70x53 cm, Bussy-le-Grand, castello di Bussy-Rabutin.